# Paldamo
Paldamo eller Paltamo (finska: Paltamo)  är en kommun i landskapet Kajanaland i Finland. Paldamo har 3 183 invånare och har en yta på 1 139,12 km², varav 220,74 km² är vatten.
Grannkommuner är Kajana, Puolango, Ristijärvi, Sotkamo och Vaala.
Paldamo är enspråkigt finskt.

## Tätorter
Vid Statistikcentralens tätortsavgränsning den 31 december 2021 fanns två tätorter inom Paltamo kommuns område:
| Nr | Tätort          | Folkmängd |
| -- | --------------- | --------- |
| 1  | Paltamo kyrkoby | 1 448     |
| 2  | Kontiomäki      | 413       |

## Källor

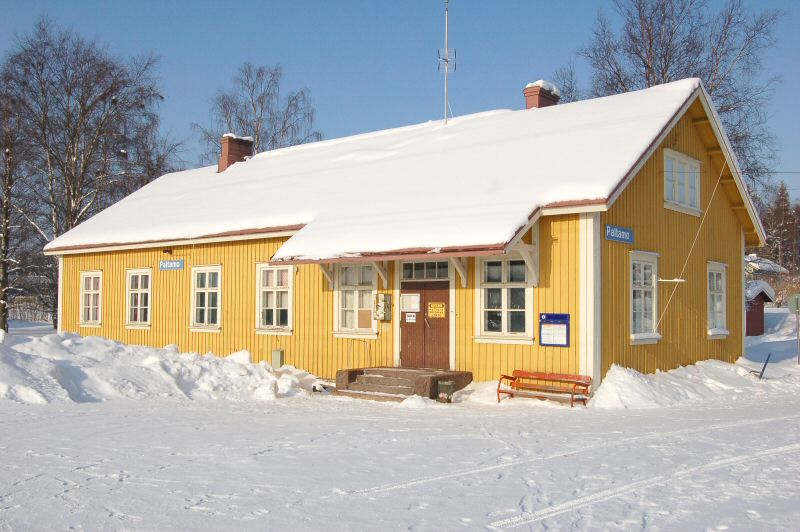
Paldamo järnvägsstation.

## Politik

### Mandatfördelning i Paltamo kommun, valen 1976–2021
| 9 | 3 | 13 | 2 |

| 8 | 3 |  | 13 | 2 |

| 8 | 3 |  | 13 | 2 |

| 8 | 3 | 15 |  |

| 7 | 4 |  | 13 |  |  |

| 6 | 4 | 2 | 14 |  |

| 6 | 3 |  | 15 | 2 |

| 6 | 4 | 15 |  |  |

| 18 | 9 |

| 5 | 4 |  | 2 | 13 |  |  |

| 20 | 7 |

| 3 | 3 | 2 | 11 | 1 | 1 |

| 14 | 7 |

| 4 | 2 | 1 | 1 | 11 | 1 | 1 |

| 16 | 5 |

| 3 | 1 | 3 | 11 | 1 | 2 |

| 13 | 8 |

## Befolkningsutveckling
| Befolkningsutvecklingen i Paltamo kommun 1975–2020                                                           | Befolkningsutvecklingen i Paltamo kommun 1975–2020 | Befolkningsutvecklingen i Paltamo kommun 1975–2020 | Befolkningsutvecklingen i Paltamo kommun 1975–2020 | Befolkningsutvecklingen i Paltamo kommun 1975–2020 |
| --- | -------------------------------------------------- | -------------------------------------------------- | -------------------------------------------------- | -------------------------------------------------- |
| |                                                    |                                                    |                                                    |                                                    |
| År |                                                    |                                                    | Folkmängd                                          |                                                    |
| 1975 | 1975                                               |                                                    | 5 710                                              |                                                    |
| 1980 | 1980                                               |                                                    | 5 474                                              |                                                    |
| 1985 | 1985                                               |                                                    | 5 307                                              |                                                    |
| 1990 | 1990                                               |                                                    | 5 056                                              |                                                    |
| 1995 | 1995                                               |                                                    | 4 760                                              |                                                    |
| 2000 | 2000                                               |                                                    | 4 420                                              |                                                    |
| 2005 | 2005                                               |                                                    | 4 183                                              |                                                    |
| 2010 | 2010                                               |                                                    | 3 884                                              |                                                    |
| 2015 | 2015                                               |                                                    | 3 488                                              |                                                    |
| 2020 | 2020                                               |                                                    | 3 235                                              |                                                    |
| Anm: Uppgifterna avser förhållandena den 31 december nämnda år enligt områdesindelningen den 1 januari 2022. |                                                    |                                                    |                                                    |                                                    |

## Kända personer från Paldamo
- Daniel Cajanus, den "långe finnen"
- Eino Leino, finsk poet
- Kasimir Leino, en poet
- Karl Johan Spoof, krigare
- Talas-Eera, en atlet